# Paolo Pizzo
Paolo Pizzo (Catania, 4 aprile 1983) è uno schermidore italiano, specializzato nella spada.

## Biografia
Cresciuto al CUS Catania, dopo l'argento individuale nel 2009 alle Universiadi di Belgrado, passa al Centro Sportivo Aeronautica Militare.
Ha vinto la medaglia d'oro al Campionato mondiale di scherma 2011 di Catania, nella gara individuale del torneo di spada, ha partecipato alle Olimpiadi di Londra 2012, dove è giunto fino ai quarti di finale nella gara individuale. Vince la medaglia d'argento agli Europei di scherma di Strasburgo del 2014 nella gara individuale di spada. Si ripete a Torun 2016 nella spada a squadre, insieme a Lorenzo Buzzi, Enrico Garozzo e Andrea Santarelli.
Alle Olimpiadi di Rio de Janeiro del 2016 ha vinto l'Argento nella spada a squadre insieme agli altri spadisti Enrico Garozzo, Marco Fichera e Andrea Santarelli. Vince la medaglia d'argento individuale agli Europei di scherma di Tibilisi 2017. Poi ai campionati del mondo di Lipsia 2017 vince il suo secondo titolo mondiale nel torneo individuale nella spada. 
Lasciata la nazionale, vince ancora i Campionati italiani assoluti nel 2021.
Nel maggio di quell'anno è eletto come rappresentante degli atleti nella giunta nazionale del CONI.
Lo sceneggiato televisivo La stoccata vincente si ispira alla sua vita.

## Palmarès
In carriera ha ottenuto i seguenti risultati:
 Giochi olimpici 
Individuale
A squadre
- Argento nella spada a Rio de Janeiro 2016

Mondiali
Individuale
- Oro nella spada a Catania 2011
- Oro nella spada a Lipsia 2017

A squadre
Europei
Individuale
- Argento nella spada a Strasburgo 2014
- Argento nella spada a Tbilisi 2017

A squadre
- Argento nella spada a Toruń 2016

 Coppa del Mondo 
Individuale
- nella classifica generale della spada 2010-11
- nella classifica generale della spada 2016-17

A squadre
- nella classifica generale della spada 2015-16
- nella classifica generale della spada 2021-22
- nella classifica generale della spada 2016-17
- nella classifica generale della spada 2019-20
- nella classifica generale della spada 2022-23

 Universiadi 
Individuale
- Argento nella spada a Belgrado 2009

A squadre
- Argento nella spada a Belgrado 2009

Giochi mondiali militari
Individuale
A squadre
- Oro nella spada a Wuhan 2019

 Campionati italiani 
Individuale
- Oro nella spada a Bologna 2012
- Oro nella spada ad Acireale 2014
- Oro nella spada a Cassino 2021
- Argento nella spada a Siracusa 2010
- Argento nella spada a Gorizia 2017
- Bronzo nella spada a Napoli 2007

A squadre
- Oro nella spada a Jesi 2008
- Oro nella spada a Livorno 2011
- Oro nella spada a Roma 2016
- Argento nella spada a Napoli 2007
- Argento nella spada a Tivoli 2009
- Argento nella spada a Siracusa 2010
- Argento nella spada a Bologna 2012
- Argento nella spada ad Acireale 2014
- Argento nella spada a Palermo 2019
- Argento nella spada a Courmayeur 2022
- Bronzo nella spada a Conegliano Veneto 2002
- Bronzo nella spada a Trieste 2013
- Bronzo nella spada a Gorizia 2017
- Bronzo nella spada a Cassino 2021
- Bronzo nella spada a Cagliari 2024

 Altri risultati 
Europei giovani
Individuale
A squadre
- Bronzo nella spada a Conegliano 2002